# Dolina Małego Szerokiego

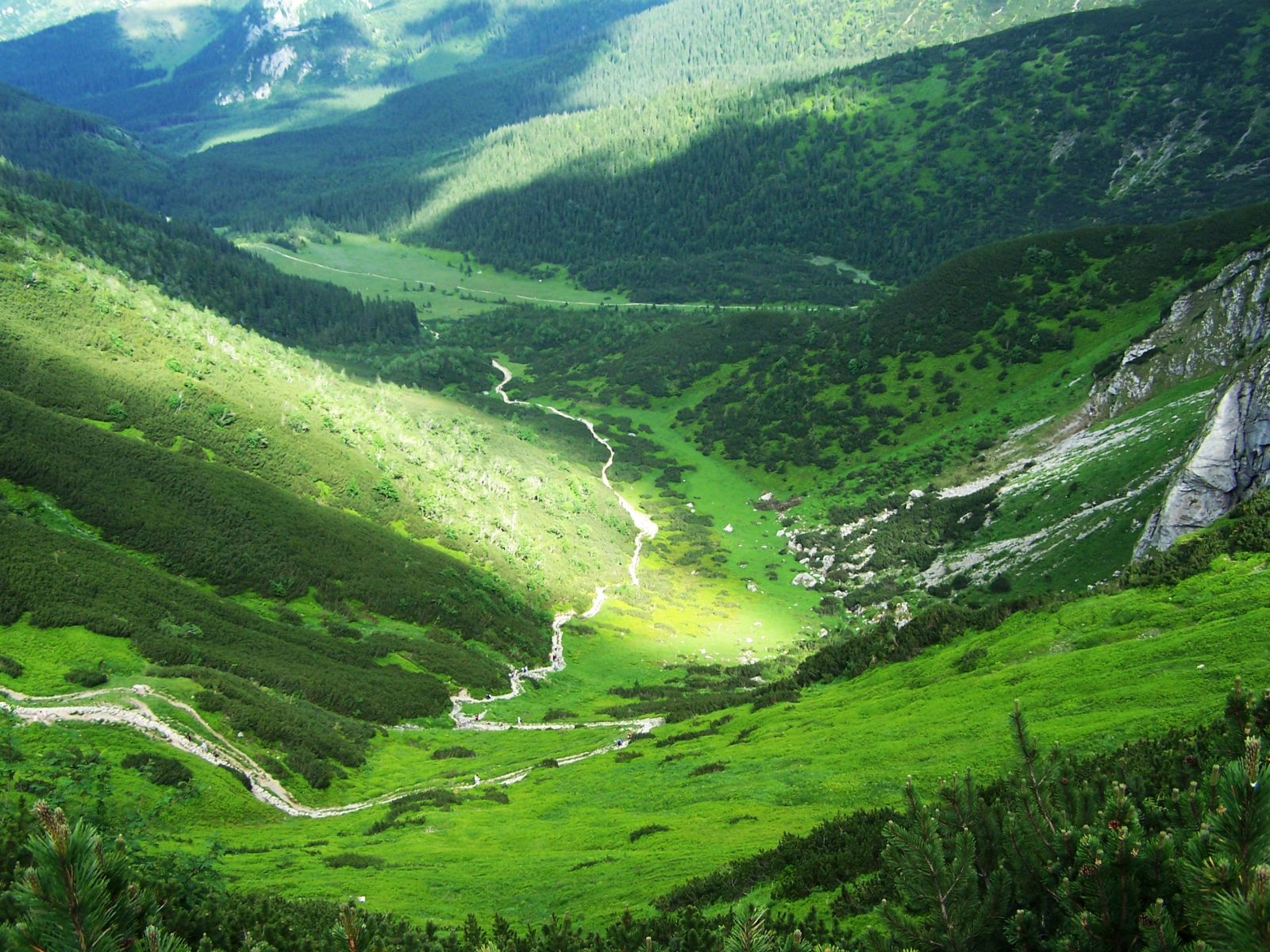
Dolina Małego Szerokiego i Polana Kondratowa

Dolina Małego Szerokiego – górna część Doliny Kondratowej w polskich Tatrach Zachodnich. Taką nazwę podaje Witold Henryk Paryski w Wielkiej encyklopedii tatrzańskiej. Nazwa doliny jest pochodzenia ludowego i pochodzi od upłazu Małe Szerokie znajdującego się w jej górnej części, po południowej stronie Kondrackiej Przełęczy. Istnieje też upłaz Wielkie Szerokie. Władysław Cywiński woli nazwę Piekło, którą W.H. Paryski stosuje tylko do niewielkiej kotlinki w dolnej części Doliny Małego Szerokiego.
Grzęda odchodząca od północnej grani Kopy Kondrackiej (górą określana nazwą Zdziarchy, dołem Krokiew), dzieli górną część tej doliny na dwie odnogi: Długi Żleb (po południowej stronie grzędy) i Dolinę Małego Szerokiego (po północnej stronie). Górą Dolina Małego Szerokiego podchodzi pod Kondracką Przełęcz, od południowej strony jej obramowanie tworzy stok Giewontu, od północnej grzęda Kondrackiej Kopy, dołem opada do Polany Kondratowej. W stromej ścianie grzędy Zdziarchy znajduje się jeszcze od strony Doliny Małego Szerokiego wnęka zwana Piekłem. W pobliżu jest wejście do niewielkiej Jaskini w Piekle. Z Giewontu natomiast opadają do tej doliny żleby: Kurski Żleb, Świński Żleb, Koński Żleb i Krówski Żleb.
Dolina jest sucha, potok jej dnem spływa tylko po większych opadach. Prowadzi przez nią popularny szlak turystyczny na Kondracką Przełęcz.

## Szlaki turystyczne
z Kuźnic przez Kalatówki, Dolinę Kondratową, obok schroniska PTTK na Hali Kondratowej, przez Dolinę Małego Szerokiego i Kondracką Przełęcz na Giewont. Czas przejścia: 2:55 h, ↓ 2:15 h.